# Round Island (Antarktika)
Round Island (englisch, spanisch Isla Redonda, beides gleichbedeutend mit „Runde Insel“) ist eine unbewohnte und eisbedeckte Insel in der Gruppe der Biscoe-Inseln vor der Graham-Küste an der Westseite des Grahamlands auf der Antarktischen Halbinsel. Sie liegt 1,5 km westlich von Hummock Island und 11 km nordwestlich des Ferin Head. Die Insel ist 1,1 km lang und 0,8 km breit.
Entdeckt, kartiert und deskriptiv benannt wurde die Insel im Februar 1936 bei der British Graham Land Expedition (1934–1937) unter der Leitung des australischen Polarforschers John Rymill.